# Переулок Бойцова
Переулок Бойцо́ва — переулок в Адмиралтейском районе Санкт-Петербурга. Проходит от Садовой улицы до набережной реки Фонтанки.

## История названия
Первоначально с 1836 года назывался Банный переулок по находящимся в переулке общественным баням. Параллельно существовали названия 1-й Банный переулок, Малковский переулок, Малков переулок (по фамилии домовладельца дома 4 отставного майора В. Малкова).
Современное название переулок Бойцова получил 15 декабря 1952 года в память об Игоре Бойцове, артиллеристе, участнике обороны Ленинграда, Герое Советского Союза.

## История
Переулок возник в XIX веке.
Нечётная сторона переулка застроена в середине XX века после сноса Ново-Александровского рынка, занимавшего квартал между Садовой улицей, Вознесенским проспектом, набережной Фонтанки и переулком. Строения рынка разобрали в 1932 году. В 1930-х и 1950-х годах на этом месте были сооружены общежитие Текстильного института и Дом лёгкой промышленности (Садовая улица, д. 54) по проектам Е. А. Левинсона и И. И. Фомина, а также ряд других зданий.

## Здания и сооружения
- Дом 1 (Садовая улица, д. № 54) — общежитие Текстильного института, построено на месте Ново-Александровского рынка в 1938-1950 годах, арх. Е. А. Левинсон, И. И. Фомин и Я. Я. Мацкевич.
- Дом 2 (Садовая улица, д. № 54) — школа, построена в 1938 году (арх. Е. А. Левинсон и И. И. Фомин) на месте трактира «Санкт-Петербург» и кинотеатра «Александрия». В 1964 году в сквере перед зданием был установлен монумент (автор — В. Ю. Милейковский) в честь воинов народного ополчения Октябрьского района[3].
- Дом 3 — ГБОУ СОШ № 229 Адмиралтейского района, здание построено на месте Ново-Александровского рынка в 1955 году, арх. Л. Е. Асс и А. С. Гинцберг.
- Дом 4 — доходный дом, 1882, арх. А. В. Иванов. Доходный дом во дворе построен в 1910—1911 годах по проекту арх. М. С. Лялевича.
- Дом 5 — факультет повышения квалификации СПбГАСУ, здание построено в 1955 году, арх. С. И. Евдокимов, А. Г. Эрдели.
- Дом 6 — жилой дом, годы постройки — 1826—1849.
- Дом 7 — общежитие СПбГАСУ, построено на месте Ново-Александровского рынка в 1957—1960 годах, арх. А. А. Оль, С. И. Евдокимов, Н. А. Устинович.
- Дом 8 (набережная Фонтанки, д. № 121) — доходный дом, построен в 1913—1914 годах, арх. В. В. Шауб.